# Élections générales yukonnaises de 2000
L'élection générale yukonnaise de 2000 se déroule le 17 avril 2000 afin d'élire les 17 députés de l'Assemblée législative du Yukon (Canada). Le gouvernement du Nouveau Parti démocratique, dirigé par le premier ministre Piers McDonald, est défait par le Parti libéral de Pat Duncan, qui forme un gouvernement majoritaire.
Après des années en tant que parti mineur, c'est la première fois que le Parti libéral prend le pouvoir. Toutefois, le gouvernement deviendra minoritaire à la suite de plusieurs défections et sera défait en 2002.

## Résultats
| Parti | Parti          | Chef           | # de candidats | Sièges | Sièges | Sièges  | Voix   | Voix   | Voix    |
| ----- | -------------- | -------------- | -------------- | ------ | ------ | ------- | ------ | ------ | ------- |
| Parti | Parti          | Chef           | # de candidats | 1996   | Élus   | % Diff. | #      | %      | % Diff. |
|       | Libéral        | Pat Duncan     | 17             | 4      | 10     | +150 %  | 6 092  | 42,7 % |         |
|       | NPD            | Piers McDonald | 17             | 10     | 6      | -40 %   | 4 677  | 32,8 % |         |
|       | Parti du Yukon | John Ostashek  | 15             | 3      | 1      | -66 %   | 3 466  | 24,3 % |         |
| Total | Total          | Total          | 49             | 17     | 17     | -       | 14 235 | 100 %  |         |